# Polyplectropus bay
Polyplectropus bay är en nattsländeart som beskrevs av Malicky 1995. Polyplectropus bay ingår i släktet Polyplectropus och familjen fångstnätnattsländor. Inga underarter finns listade i Catalogue of Life.